# Nhà lưu niệm Nguyễn Tiềm
Nhà lưu niệm Nguyễn Tiềm là Di tích lịch sử cấp quốc gia của Việt Nam, thuộc xã Trung Phúc Cường, huyện Nam Đàn, Nghệ An. Di tích này được công nhận năm 2012.